# کاتوسیتسه
کاتوسیتسه (به چکی: Katusice) یک منطقهٔ مسکونی در جمهوری چک است که در ناحیه ملادا بولسلاو واقع شده‌است.